# 8581 Johnen
A 8581 Johnen (ideiglenes jelöléssel 1996 YO2) a Naprendszer kisbolygóövében található aszteroida. N. Sato fedezte fel 1996. december 28-án.